# La Puerta de Segura
La Puerta de Segura es una localidad y municipio español situado en la parte septentrional de la comarca de la Sierra de Segura, en la provincia de Jaén, comunidad autónoma de Andalucía. Limita con los municipios de Puente de Génave, Segura de la Sierra, Orcera, Génave, Torres de Albanchez, Benatae y Beas de Segura. Cuenta con una población de 2246 habitantes (INE 2024). Por su término discurren los ríos Guadalimar, Herreros —incluido el embalse del Guadalmena— y Trujala.
El municipio porteño comprende los núcleos de población de La Puerta de Segura —capital municipal—, Los Pascuales, Los Llanos, Bonache, Los Yegüerizos y La Agracea.
Una pequeña parte de su término lo ocupa el parque natural de las Sierras de Cazorla, Segura y Las Villas.

## Toponimia
Su nombre se debe a que su situación le convierte en uno de los accesos a la sierra de Segura, actuando como puerta de entrada a esta sierra. Así mismo, para ir a gran parte de los pueblos de la sierra este hay que pasar por este lugar.

## Símbolos
La descripción del escudo es la siguiente:

Partido y medio cortado: I: En oro, una cruz de Santiago de gules. II: En gules, un castillo de oro, almenado y esclarecido. III: En plata, una llave y una hacha o segur, puestas en palo y dispuestas en faja, de sable. Contorno hispano-francés y timbre de corona de infante. Elementos externos a sustituir por el contorno español y la corona real cerrada, según la legislación vigente.

## Geografía

### Situación
Su término, con una extensión superficial de 97,38 km², está localizado casi totalmente dentro del parque natural de la Sierra de Cazorla, Segura y Las Villas, en la comarca de Sierra de Segura. Se encuentra a 136 km de Jaén. Está atravesado por la carretera nacional N-322, entre los pK 226 y 232, además de por las carreteras autonómicas A-310, que conecta la N-322 con Siles, A-317, que se dirige hacia Hornos, y por carreteras locales que permiten la comunicación con Puente de Génave y Orcera.
| Noroeste: Orcera                              | Norte: Génave                          | Noreste: Torres de Albanchez |
| Oeste: Orcera y Segura de la Sierra (exclave) |                                        | Este: Benatae                |
| Suroeste: Segura de la Sierra (exclave)       | Sur: Puente de Génave y Beas de Segura | Sureste: Orcera              |

### Orografía
El relieve del municipio está definido por las primeras elevaciones de la sierra de Segura al este y de la Sierra de Cazorla al sur, por el valle del río Guadalimar en la zona central, por el cerro Salfaraf al noroeste (1074 m) y por el valle del río Herreros en el extremo noroccidental, que desciende hacia el embalse del Guadalmena. Por el noreste se alza otra cadena montañosa que hace de límite natural con Torres de Albanchez que supera los 900 m de altitud. La altitud oscila entre los 1245 m al sur (pico Buitreras), en el límite con Orcera, y los 550 m a orillas del río Guadalimar. El pueblo se alza a 584 m sobre el nivel del mar.
Red geodésica
| Término municipal   | Punto geodésico | Altitud   | Número | Hoja MTN | Coordenadas                      |
| ------------------- | --------------- | --------- | ------ | -------- | -------------------------------- |
| La Puerta de Segura | Buitreras       | 1.245,295 | 88739  | 887      | 38°21′N 02°44′O / 38.350, -2.733 |
| La Puerta de Segura | Salfaraf        | 1.074,669 | 86413  | 864      | 38°21′N 02°44′O / 38.350, -2.733 |

## Historia
No hay noticias de esta población en época islámica pero probablemente debió haber un asentamiento que controlaría el puente, ya que las crónicas indican que el lugar fue conquistado y entregado a la orden de Santiago a mediados del siglo XII, incorporándose como aldea de Segura de la Sierra, en cuya circunscripción permaneció hasta el siglo XIX.
La posición estratégica de esta población, en la entrada natural a la sierra de Segura, originó el levantamiento de construcciones defensivas desde época islámica. Según los textos árabes la sierra de Segura se pobló de numerosas aldeas, lugares de refugio y castillos-fortalezas, hasta un número de 300. En la Puerta hay constancia de dos fortalezas, la que se emplazó en el lugar que hoy ocupa su casco urbano y la de Bujalamé o Bujalamed, de la que se conserva una estilizada torre.
La fortaleza que se levantó en La Puerta de Segura en época islámica, tendría como función principal servir de refugio a las aldeas que poblaban su entorno. Un complejo recinto fortificado que el tiempo y el crecimiento de la población se han encargado de arrasar. 
En 1235 fue conquistada por los Caballeros de Santiago y pasó a engrosar el extenso señorío de la Orden con sede en Segura de la Sierra. En 1243, el emir de la taifa de Murcia (Ibn Hud al-Dawla) firmó las capitulaciones de Alcaraz, con el rey Fernando III. El territorio de Segura de la Sierra se integra así a la Corona de Castilla dentro de Reino de Murcia hasta 1833, en que se crea la actual Provincia de Jaén.
En 1576 La Puerta contestaba a las Relaciones Topográficas de Felipe II, en las que se señala que dentro del castillo existía una iglesia. Durante este reinado estuvo incluida primero en la demarcación territorial de Toledo y dentro de la Encomienda de la Orden de Santiago, pasando, posteriormente, a la dependencia del Gobernador de Segura.
Por su situación geográfica, La Puerta fue con Segura de la Sierra mojón de los reinos de Toledo, Granada y Murcia, y con toda la comarca serrano-segureña pasó a depender de la provincia de Jaén en 1833. En 1833 recibía el título de villa. Hasta la reforma de la nomenclatura municipal de 1916 el municipio se llamaba simplemente La Puerta. En dicha fecha su nombre fue modificado por el de La Puerta de Segura.

## Fiestas patronales
- San Blas: Se celebra durante los días 1, 2 y 3 de febrero. El primer día empezamos las fiestas dando un pequeño pregón en honor al santo,contando su historia,sus costumbres en años anteriores,anécdotas..Más tarde empezamos la quema de pólvora con una "mascletá". El día dos se sigue realizando la quema de pólvora en el recinto habilitado para ello durante todo el día. Por la tarde para lo más pequeños realizan actividades y por la noche se realiza una verbena para todos los habitantes y vecinos de otras localidades que quieran asistir. El día tres se celebra la procesión en honor al santo y la quema de pólvora se debe finalizar algo antes de la media noche. Los aficionados suelen llevar ropa vaquera o tejido que no se queme fácilmente.
- Virgen del Carmen: Se celebra el día 16 de julio. Va precedida de la Semana Cultural. Durante la festividad se celebran verbenas y diversos actos.
- Feria de San Mateo: Se celebra del 21 al 24 de septiembre. El día del patrón es el día 21. Durante la festividad se celebran verbenas y diferentes actos; como encierros, corridas de toros…

## Demografía
En 2022 (INE), contaba con una población de 2245 habitantes. Actualmente tiene una población de 2246 habitantes (INE 2024).
| Gráfica de evolución demográfica de La Puerta de Segura entre 1842 y 2021 |
| |
| Población de derecho según los censos de población del INE Población de hecho según los censos de población del INEEn estos censos se denominaba Puerta: 1842, 1857 y 1860 En estos censos se denominaba La Puerta: 1877, 1887, 1897, 1900 y 1910 Entre el censo de 1940 y el anterior, disminuye el término del municipio porque independiza a 23071 (Puente de Génave) |

### Núcleos de población
| Núcleos de población                   | Habitantes | Hombres | Mujeres | Distancia (km) |
| -------------------------------------- | ---------- | ------- | ------- | -------------- |
| La Puerta de Segura (Núcleo principal) | 2.462      | 1.221   | 1.241   | 0 km           |
| Los Pascuales                          | 88         | 43      | 45      | 9 km           |
| La Agracea                             | 6          | 0       | 6       | 6 km           |
| Bonache                                | 14         | 6       | 8       | 7 km           |
| Los Llanos                             | 38         | 20      | 18      | 3 km           |
| Los Yegüerizos                         | 30         | 17      | 13      | 5 km           |

## Economía

### Evolución de la deuda viva municipal
El concepto de deuda viva contempla sólo las deudas con cajas y bancos relativas a créditos financieros, valores de renta fija y préstamos o créditos transferidos a terceros, excluyéndose, por tanto, la deuda comercial.
| Gráfica de evolución de la deuda viva del Ayuntamiento de La Puerta de Segura entre 2008 y 2024 |
|                                                                                                 |
| Deuda viva del Ayuntamiento, en miles de euros, según datos del Ministerio de Hacienda.         |

## Organización político-administrativa

### Elecciones municipales
| Elecciones municipales desde 1979                      |      |      |      |      |      |      |      |      |      |      |      |      |
|                                                        | 1979 | 1983 | 1987 | 1991 | 1995 | 1999 | 2003 | 2007 | 2011 | 2015 | 2019 | 2023 |
| AP/PP                                                  | -    | 7    | 4    | 3    | 4    | 4    | 3    | 4    | 5    | 5    | 6    | 6    |
| PSOE                                                   | 5    | 4    | 7    | 8    | 7    | 7    | 6    | 6    | 5    | 6    | 5    | 5    |
| Vox                                                    | -    | -    | -    | -    | -    | -    | -    | -    | -    | -    | -    | 0    |
| PCE/IU                                                 | 0    | 0    | 0    | 0    | 0    | 0    | 2    | 1    | 1    | 0    | -    | -    |
| PSA-PA                                                 | -    | 0    | -    | 0    | -    | -    | -    | -    | -    | -    | -    | -    |
| UCD                                                    | 6    | -    | -    | -    | -    | -    | -    | -    | -    | -    | -    | -    |
| En negrilla el partido más votado                      |      |      |      |      |      |      |      |      |      |      |      |      |
| Fuente: Datos de las elecciones municipales desde 1979 |      |      |      |      |      |      |      |      |      |      |      |      |

### Alcaldía
| Periodo   | Nombre                                                   | Partido |
| --------- | -------------------------------------------------------- | ------- |
| 1979-1983 | Pedro Antonio Bellón Ruiz                                | UCD     |
| 1983-1987 | Pedro Antonio Bellón Ruiz 1985: Justiniano López Navarro | AP      |
| 1987-1991 | José Nieto Castro                                        | PSOE    |
| 1991-1995 | José Nieto Castro                                        | PSOE    |
| 1995-1999 | José Nieto Castro 1996: A. Jesús González Parra          | PSOE    |
| 1999-2003 | A. Jesús González Parra                                  | PSOE    |
| 2003-2007 | A. Jesús González Parra                                  | PSOE    |
| 2007-2011 | A. Jesús González Parra                                  | PSOE    |
| 2011-2015 | A. Jesús González Parra                                  | PSOE    |
| 2015-2019 | A. Jesús González Parra 2017: Jesús Cózar Pérez          | PSOE    |
| 2019-2023 | Virtudes Puertas Soria                                   | PP      |
| 2023-act. | Virtudes Puertas Soria                                   | PP      |

## Gastronomía
- Gachamiga
- Andrajos
- Ajopringe
- Hornazo de San Marcos
- Fritao
- Migas Porteñas

## Lugares de interés
- Iglesia de San Mateo: iglesia del término de la Puerta de Segura dedicada a San Mateo, construida sobre las ruinas de otra anterior, arrasada en 1810. Fue reconstrudia por el Infante don Francisco de Paula, como reza una inscripción sobre su puerta principal, en 1821. Bajo el altar mayor estuvo enterrada doña Ana Dureña, quien dio a luz al Cardenal Gaspar de Dávalos en esta población. La iglesia cuenta con una gran nave de planta oval, una capilla a su izquierda, y un torreón que aloja a las campanas y el reloj. Su retablo fue restaurado aproximadamente hace unos 12 años.
- Paseo del río Guadalimar: en las orillas del río Guadalimar en su paso por la Puerta de Segura se extiende un bonito paseo construido en la década de los 90. Consta de dos quioscos y un parque infantil. En este lugar se ubica los viernes "El mercadillo" donde se vende ropa, zapatos y encurtidos. En este lugar, atravesando el río se encuentra un puente con forma de barco construido para facilitar el paso de gente de una orilla a otra ya que antes de su construcción la gente tenía que rodear todo el pueblo para llegar a la otra parte. El Barco fue reconstruido en 2008 después de una inundación que lo arrasó el 21 de mayo del 2007.
- Caseta de los Cañamares: a finales de la década de los 60 el arco del antiguo puente de origen árabe fue ampliado y se le añadió un paseo que discurre desde el bar Casino hasta el principio del puente, asimismo se construyó una playa artificial La Caseta de los Cañamares y en verano se taponaba parte del ojo del puente para dejar un sitio agradable para los bañistas. En dicho lugar se celebraban y se celebran las verbenas de las fiestas patronales, llegando a actuar en este lugar estrellas como Mocedades, Tony Ronald, María Jiménez, Sergio y Estíbaliz,... Sin embargo ha perdido su función de playa artificial pero sigue siendo un lugar agradable donde dar un paseo o tomar un aperitivo.
- Casco Antiguo: también denominado Barrio de Beas y el Peñón donde se encontraba el antiguo cuartel y el ayuntamiento. Formado por calles estrechas que hasta principios de los 70 se mantenían en su estado original de piedra y tierra. Se encuentra en la parte superior del pueblo, en el margen derecho del río. Las casas se conservan casi igual que como se construyeron en su época.
- Castillo: también se le llama cárcel ya que durante la Guerra Civil realizó esa función. Es un torreón que queda en pie del antiguo castillo de origen árabe que se cree que ocupaba gran parte del pueblo del que se conservan los cimientos de dos torreones a ambos lados del ojo del puente y este otro torreón que posiblemente era la torre del homenaje de este castillo.